# Каштелу-Бранку (округ)
О́круг Каште́лу-Бра́нку, або Каште́лу-Бра́нківський о́круг (порт. Distrito de Castelo Branco) — округ у Португалії. Окружний адміністративний центр — місто Каштелу-Бранку. Розташований в східній частині країни. Складова регіону Центр. За старим адміністративним поділом, що був чинним до 1976 року, територія округу належала провінції Нижня Бейра. Площа — 6627 км². Поділяється на 11 муніципалітетів і 120 парафій. Населення — 196 264 ос. (2011), густота населення — 29,62 осіб/км²
. Код ISO 3166-2 — PT-05.

## Географія
На північному заході межує з округом Коїмбра, на півночі — з округом Гуарда, на заході — з округом Лейрія, на південному заході — з округом Сантарен, па півдні — з округом Порталегре, па південному сході й сході — з Іспанією.

## Муніципалітети
1. Белмонте
2. Віла-Веля-де-Родан
3. Віла-де-Рей
4. Іданя-а-Нова
5. Каштелу-Бранку
6. Ковілян
7. Олейруш
8. Пенамакор
9. Пруенса-а-Нова
10. Сертан
11. Фундан

## Парафії
- Парафії Каштелу-Бранківського округу

## Населення
| Кількість мешканців | Кількість мешканців | Кількість мешканців | Кількість мешканців | Кількість мешканців | Кількість мешканців | Кількість мешканців | Кількість мешканців | Кількість мешканців | Кількість мешканців | Кількість мешканців | Кількість мешканців | Кількість мешканців | Кількість мешканців | Кількість мешканців |
| ------------------- | ------------------- | ------------------- | ------------------- | ------------------- | ------------------- | ------------------- | ------------------- | ------------------- | ------------------- | ------------------- | ------------------- | ------------------- | ------------------- | ------------------- |
| 1864                | 1878                | 1890                | 1900                | 1911                | 1920                | 1930                | 1940                | 1950                | 1960                | 1970                | 1981                | 1991                | 2001                | 2011                |
| 159 901             | 177 440             | 206 155             | 217 179             | 243 586             | 241 574             | 262 285             | 304 592             | 324 577             | 316 536             | 255 575             | 234 230             | 214 853             | 208 063             | 196 264             |